# 川島保
川島 保（かわしま たもつ）は、日本のランドスケープアーキテクト、ランドスケープコンサルタントで、株式会社ランズ計画研究所会長。
ランドスケープコンサルタンツ協会や公園管理運営士会の役員、社会・環境貢献緑地評価システム（SEGES）の審査員を務める。
業務の主任技術者としてランドスケープの設計協力に携わった、東京駅八重洲口駅前広場は2017年土木学会デザイン賞優秀賞を受賞。
神奈川県立大磯城山公園旧吉田茂邸庭園実施設計で、第35回都市公園等コンクール設計部門日本公園緑地協会長賞を受賞。
2021年に第43回日本公園緑地協会北村賞を受賞。